# Vigário Imperial
Um vigário imperial (Reichsvikar) era um príncipe encarregado de administrar uma parte ou todo o Sacro Império Romano-Germânico em nome do Imperador Romano-Germânico. Mais tarde, um vigário imperial era invariavelmente um dos dois príncipes aos quais a Bula Dourada de 1356 atribuía a administração do Sacro Império Romano durante um interregno.
O Sacro Império Romano-Germânico não tinha lei fixa da sucessão. Quando um rei ou imperador morria, se um rei dos romanos já não tivesse sido eleito, não haveria novo imperador até que todos os eleitores, ou os seus representantes, pudessem reunir-se para uma nova eleição imperial. Isto era realizado por dois vigários imperiais.
Cada vigário, nas palavras da Bula Dourada, foi "o administrador do próprio império, com o poder das decisões de passagem, de apresentar aos benefícios eclesiásticos, de coleta de retornos e as receitas e investir com feudos, de receber juramentos de fidelidade e para em nome do império santo.". Todos os atos dos vigários estavam sujeitos a ratificação pelo rei eleito ou imperador. Em muitas ocasiões, no entanto, não havia nenhum interregno, já que um novo rei havia sido eleito durante a vida do imperador anterior. 
O vicariato veio a ser associado com dois condes palatinados: o Duque e eleitor da Saxônia (que também ocupou o cargo de Conde Palatino da Saxônia) foi vigário em áreas que operam sob a lei saxônica (Saxônia, Vestfália, Eleitorado de Hanôver, e do norte da Alemanha). O Conde Palatino do Reno, também um eleitor, foi vigário no restante do império (Francônia, Suábia, o Reno, e no sul da Alemanha). A Bula Dourada de 1356 confirmou a posição dos dois eleitores.
Em 1806, o imperador Francisco II abdicou do trono imperial e também declarou a dissolução do Sacro Império Romano após a derrota conta a França e da deserção de grande parte do sul e oeste da Alemanha a partir do império para se juntar à nova Confederação do Reno. Sua decisão de declarar a dissolução do império, bem como a abdicar aparentemente foi parcialmente de forma a prevenir um interregno com a regra pela vigários imperial, que ele temia que pudesse resultar na eleição de Napoleão Bonaparte como imperador.
O título também foi usado na Idade Média para administradores municipais ou regionais nomeados pelo Império. Na Itália foi muito usado depois do reinado dos imperadores Hohenstaufen, atribuído a signori poderosos que tinham a confiança do imperador e se comprometiam a manter seus domínios fiéis a ele.

## Vigários imperiais (1437-1792)
| Início                  | Término                | Imagem | Conde Palatino da Saxônia         | Imagem                     | Conde Palatino do Reno           |
| ----------------------- | ---------------------- | ------ | --------------------------------- | -------------------------- | -------------------------------- |
| 9 de dezembro de 1437   | 18 de março de 1438    |        | Frederico II, Eleitor da Saxônia  |                            | Luís IV, Eleitor do Palatinato   |
| 27 de outubro de 1439   | 2 de fevereiro de 1440 |        | Frederico II, Eleitor da Saxônia  |                            | Luís IV, Eleitor do Palatinato   |
| 12 de janeiro de 1519   | 17 de junho de 1519    |        | Frederico III, Eleitor da Saxônia |                            | Luís V, Eleitor Palatino         |
| 20 de janeiro de 1612   | 13 de junho de 1612    |        | João Jorge I, Eleitor da Saxônia  |                            | Frederico V, Eleitor Palatino    |
| 20 de março de 1619     | 28 de agosto de 1619   |        | João Jorge I, Eleitor da Saxônia  |                            | Frederico V, Eleitor Palatino    |
| 2 de abril de 1657      | 18 de julho de 1658    |        | João Jorge II da Saxônia          |                            | Fernando Maria da Baviera        |
| 17 de abril de 1711     | 12 de outubro de 1711  |        | Frederico Augusto I da Saxônia    |                            | João Guilherme, Eleitor Palatino |
| 20 de outubro de 1740   | 14 de janeiro de 1742  |        | Frederico Augusto II da Saxônia   |                            | Carlos Alberto da Baviera        |
| 20 de janeiro de 1745   | 13 de setembro de 1745 |        | Frederico Augusto II da Saxônia   | Maximiliano III da Baviera |                                  |
| 20 de fevereiro de 1790 | 30 de setembro de 1790 |        | Frederico Augusto III da Saxônia  |                            | Carlos Teodoro da Baviera        |
| 1 de março de 1792      | 7 de julho de 1792     |        | Frederico Augusto III da Saxônia  |                            | Carlos Teodoro da Baviera        |